# Campeonato Uruguayo de Primera División 1961
El Campeonato Uruguayo 1961 fue el 57° torneo de Primera División del fútbol uruguayo, correspondiente al año 1961. Contó con la participación de 10 equipos, los cuales se enfrentaron en sistema de todos contra todos a dos ruedas.
El campeón fue el Club Atlético Peñarol que sumó su cuarto título consecutivo. Al mismo tiempo se clasificó para la Copa de Campeones de América 1962.

## Participantes

### Ascensos y descensos
| Equipo  | Ascendido como                      |
| ------- | ----------------------------------- |
| Danubio | Campeón de la Segunda División 1960 |

| Equipo      | Descendido como           |
| ----------- | ------------------------- |
| Sud América | 10° Primera División 1960 |

## Campeonato

### Tabla de posiciones
| Pos. | Equipo               | PJ | PG | PE | PP | GF | GC | Dif. | Pts. |
| ---- | -------------------- | -- | -- | -- | -- | -- | -- | ---- | ---- |
| 1º   | Peñarol              | 18 | 13 | 4  | 1  | 51 | 22 | +29  | 30   |
| 2º   | Nacional             | 18 | 13 | 1  | 4  | 39 | 16 | +23  | 27   |
| 3º   | Defensor             | 18 | 9  | 5  | 4  | 34 | 27 | +7   | 23   |
| 4º   | Danubio              | 18 | 6  | 5  | 7  | 25 | 31 | -6   | 17   |
| 5º   | Cerro                | 18 | 3  | 10 | 5  | 24 | 26 | -2   | 16   |
| 6º   | Rampla Juniors       | 18 | 6  | 3  | 9  | 25 | 27 | -2   | 15   |
| 7º   | Racing               | 18 | 5  | 5  | 8  | 30 | 45 | -15  | 15   |
| 8º   | Liverpool            | 18 | 3  | 8  | 7  | 23 | 30 | -7   | 14   |
| 9º   | Montevideo Wanderers | 18 | 3  | 6  | 9  | 23 | 35 | -12  | 12   |
| 10º  | Fénix                | 18 | 3  | 5  | 10 | 26 | 41 | -15  | 11   |

|  | Campeón Uruguayo.             |
|  | Desciende a Segunda División. |

|                                                   |
| Uruguay                                           |
| Campeón Uruguayo 1961 Peñarol 24.to título de AUF |

### Fixture
| Cerro     | 0–0 | Fénix                |
| Danubio   | 1–0 | Rampla Juniors       |
| Liverpool | 2–0 | Montevideo Wanderers |
| Nacional  | 6–1 | Racing               |
| Peñarol   | 3–2 | Defensor             |

| Danubio        | 1–1 | Fénix                |
| Nacional       | 4–1 | Liverpool            |
| Peñarol        | 4–0 | Montevideo Wanderers |
| Racing         | 3–1 | Cerro                |
| Rampla Juniors | 3–0 | Defensor             |

| Cerro    | 2–0 | Montevideo Wanderers |
| Defensor | 2–1 | Racing               |
| Fénix    | 0–0 | Liverpool            |
| Nacional | 1–0 | Rampla Juniors       |
| Peñarol  | 4–1 | Danubio              |

| Cerro    | 3–0 | Peñarol              |
| Danubio  | 4–0 | Montevideo Wanderers |
| Defensor | 1–1 | Liverpool            |
| Nacional | 5–2 | Fénix                |
| Racing   | 2–2 | Rampla Juniors       |

| Cerro    | 2–2 | Liverpool            |
| Defensor | 3–2 | Fénix                |
| Nacional | 4–2 | Danubio              |
| Peñarol  | 2–0 | Rampla Juniors       |
| Racing   | 2–2 | Montevideo Wanderers |

| Cerro                | 0–0 | Nacional       |
| Defensor             | 4–2 | Danubio        |
| Fénix                | 1–1 | Peñarol        |
| Racing               | 3–2 | Liverpool      |
| Montevideo Wanderers | 1–0 | Rampla Juniors |

| Cerro          | 1–1 | Danubio              |
| Fénix          | 2–2 | Montevideo Wanderers |
| Nacional       | 3–2 | Defensor             |
| Peñarol        | 6–3 | Racing               |
| Rampla Juniors | 3–1 | Liverpool            |

| Danubio        | 1–1 | Liverpool            |
| Defensor       | 2–1 | Montevideo Wanderers |
| Peñarol        | 1–0 | Nacional             |
| Racing         | 3–2 | Fénix                |
| Rampla Juniors | 4–3 | Cerro                |

| Cerro          | 1–1 | Defensor             |
| Danubio        | 2–1 | Racing               |
| Nacional       | 3–0 | Montevideo Wanderers |
| Peñarol        | 2–0 | Liverpool            |
| Rampla Juniors | 5–0 | Fénix                |

| Cerro                | 3–2 | Fénix          |
| Danubio              | 1–0 | Rampla Juniors |
| Peñarol              | 3–1 | Defensor       |
| Racing               | 1–0 | Nacional       |
| Montevideo Wanderers | 3–0 | Liverpool      |

| Danubio  | 3–0 | Fénix                |
| Defensor | 0–0 | Rampla Juniors       |
| Nacional | 1–0 | Liverpool            |
| Peñarol  | 1–1 | Montevideo Wanderers |
| Racing   | 3–1 | Cerro                |

| Cerro    | 2–2 | Montevideo Wanderers |
| Defensor | 3–1 | Racing               |
| Fénix    | 3–2 | Liverpool            |
| Nacional | 3–0 | Rampla Juniors       |
| Peñarol  | 5–1 | Danubio              |

| Cerro          | 3–3 | Peñarol              |
| Danubio        | 2–1 | Montevideo Wanderers |
| Defensor       | 2–2 | Liverpool            |
| Nacional       | 1–0 | Fénix                |
| Rampla Juniors | 3–0 | Racing               |

| Cerro    | 1–1 | Liverpool            |
| Defensor | 3–1 | Fénix                |
| Nacional | 3–0 | Danubio              |
| Peñarol  | 4–0 | Rampla Juniors       |
| Racing   | 2–2 | Montevideo Wanderers |

| Defensor       | 1–0 | Danubio              |
| Liverpool      | 1–1 | Racing               |
| Nacional       | 1–0 | Cerro                |
| Peñarol        | 5–2 | Fénix                |
| Rampla Juniors | 2–1 | Montevideo Wanderers |

| Cerro                | 0–0 | Danubio        |
| Defensor             | 2–0 | Nacional       |
| Liverpool            | 3–1 | Rampla Juniors |
| Peñarol              | 3–1 | Racing         |
| Montevideo Wanderers | 3–0 | Fénix          |

| Cerro     | 1–1 | Rampla Juniors       |
| Defensor  | 3–3 | Montevideo Wanderers |
| Fénix     | 5–0 | Racing               |
| Liverpool | 3–1 | Danubio              |
| Peñarol   | 3–2 | Nacional             |

| Danubio   | 2–2 | Racing               |
| Defensor  | 2–0 | Cerro                |
| Fénix     | 3–1 | Rampla Juniors       |
| Liverpool | 1–1 | Peñarol              |
| Nacional  | 2–1 | Montevideo Wanderers |

## Tabla del descenso
A partir de este campeonato, para determinar qué equipo descendía a la Divisional B, se utilizaba una tabla paralela en la que se sumaban los puntos del torneo en disputa más los del certamen anterior, con la salvedad de que el club ascendido duplicaba sus unidades.
| Pos. | Equipo               | Pts. 1960 | Pts. 1961 | Total |
| ---- | -------------------- | --------- | --------- | ----- |
| 1º   | Peñarol              | 28        | 30        | 58    |
| 2º   | Nacional             | 24        | 27        | 51    |
| 3º   | Cerro                | 28        | 16        | 44    |
| 4º   | Defensor             | 15        | 23        | 38    |
| 5º   | Danubio              | 1a B      | 17        | 34    |
| 6º   | Racing               | 15        | 15        | 30    |
| 7º   | Rampla Juniors       | 15        | 15        | 30    |
| 8º   | Liverpool            | 14        | 14        | 28    |
| 9º   | Fénix                | 16        | 11        | 27    |
| 10º  | Montevideo Wanderers | 15        | 12        | 27    |

### Desempate por la permanencia
|  | Fénix | 4:0 | Montevideo Wanderers |  |  |

|  | Fénix | 3:2 | Montevideo Wanderers |  |  |

Fénix permanece en la Primera División y Montevideo Wanderers desciende a la Divisional "B".

### Equipos clasificados

#### Copa de Campeones de América 1962
|   | Equipo   | Clasificación como                        |
| - | -------- | ----------------------------------------- |
| 1 | Peñarol  | Campeón Copa de Campeones de América 1961 |
| 2 | Nacional | 2° puesto Primera División 1961           |